# Arachnothera flammifera
Arachnothera flammifera là một loài chim trong họ Nectariniidae.

## Hình ảnh

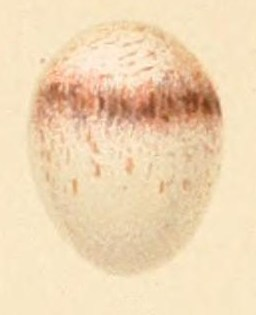
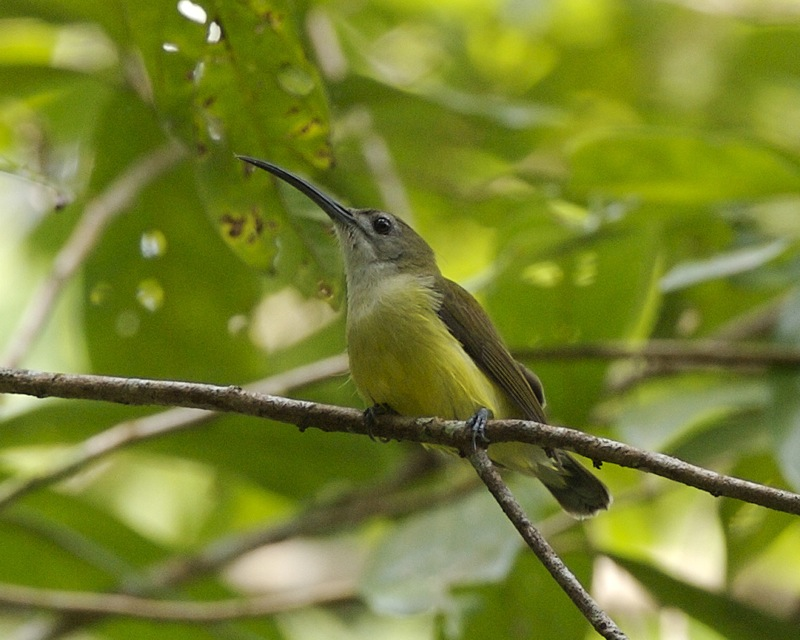